# Tip O'Neill (politico)
Thomas Phillip O’Neill, detto Tip (Cambridge, 9 dicembre 1912 – Boston, 5 gennaio 1994), è stato un politico statunitense, rappresentante di lungo corso per il Partito Democratico e Speaker della Camera dei Rappresentanti dal 1977 al 1987.

## Biografia
Thomas Phillip O'Neill nasce a Cambridge, Massachusetts, nel 1912, terzo figlio di Thomas Phillip O'Neill Sr e Rose Ann (nata Tolan) O'Neill. Il padre svolgeva la professione di muratore fino ad essere eletto in consiglio comunale e diventando assessore cittadino alle fogne.
O'Neill perde la madre all'età di 9 mesi e viene cresciuto da una governante franco-canadese fino al secondo matrimonio del padre nel 1920, frequentando istituti cattolici romani, come la St. John's High School dove si diploma nel 1931. Successivamente O'Neill si laurea al Boston College nel 1936.

## Carriera politica

### Camera dei Rappresentanti statale del Massachusetts (1937-1953)
Dopo aver partecipato attivamente nella politica universitaria e pubblica (partecipando alla campagna presidenziale di Al Smith nel 1928), O'Neill si candida alla Camera dei rappresentanti del Massachusetts nelle elezioni del 1936, vincendole e assumendo le funzioni di Rappresentante statale nel Massachusetts nel gennaio 1937.
O'Neill ha mantenuto per tutti gli anni '30 una impostazione politica basata sull'esaltazione delle politiche di Franklin Delano Roosevelt, come ad esempio il New Deal. Il New Deal rappresenta il principale motivo per cui O'Neill è stato eletto rappresentante, poiché il suo distretto elettorale era demograficamente operaio e con popolazione di classi sociali svantaggiate.
Nel 1949, O'Neill viene eletto Speaker della Camera dei rappresentanti del Massachusetts, primo democratico nella storia dello Stato e mantenendone le funzioni fino al 1953.

### Camera dei Rappresentanti degli Stati Uniti d'America (1953-1987)
Nel 1952, O'Neill si candida per il seggio alla Camera dei Rappresentanti degli Stati Uniti d'America lasciato vacante dopo l'elezione di John Fitzgerald Kennedy al Senato. O'Neill viene facilmente eletto per il seggio e verrà rieletto per ben 16 volte senza affrontare mai un avversario che rendesse contendibile l'elezione.
Durante il mandato da Rappresentante, O'Neill si è dimostrato favorevole alle principali riforme sociali volte ad aumentare i diritti degli afroamericani, votando infatti a favore del Civil Rights Act del 1957, del 1960 e del 1964. Inoltre, O'Neill ha votato a favore del Voting Rights Act del 1965 e del 24º emendamento della Costituzione degli Stati Uniti d'America, mentre ha manifestato voto contrario all'Alaska Statehood Act.
Durante lo svolgimento della Guerra del Vietnam, O'Neill ha nel 1967 manifestato il suo diniego e dissenso rispetto ad un coinvolgimento diretto degli Stati Uniti d'America nel conflitto, rompendo con il Presidente Lyndon B. Johnson sulla gestione del conflitto dopo le dimissioni del Segretario della Difesa Robert McNamara: le posizioni di O'Neill gli hanno consentito di aumentare il suo livello di popolarità e di consenso sulle fasce più giovani della popolazione, pacifiste e contrarie alla gestione dell'Amministrazione Johnson.
Nel 1971, O'Neill viene eletto nuovo Leader della Maggioranza alla Camera dei Rappresentanti degli Stati Uniti d'America, in sostituzione del collega Hale Boggs, rappresentante per la Louisiana deceduto in Alaska per un incidente aereo. O'Neill ha rivestito un ruolo chiave nel chiedere per il Partito Democratico l'Impeachment nei confronti del Presidente Richard Nixon nell'ambito dello Scandalo Watergate.

### Speaker della Camera dei Rappresentanti degli Stati Uniti d'America (1977-1987)
Nel 1977, in seguito alla vittoria democratica alle elezioni presidenziali del 1976, O'Neill viene eletto 55° Speaker della Camera dei Rappresentanti degli Stati Uniti d'America, e ne assume le funzioni a partire dal 4 gennaio 1977.

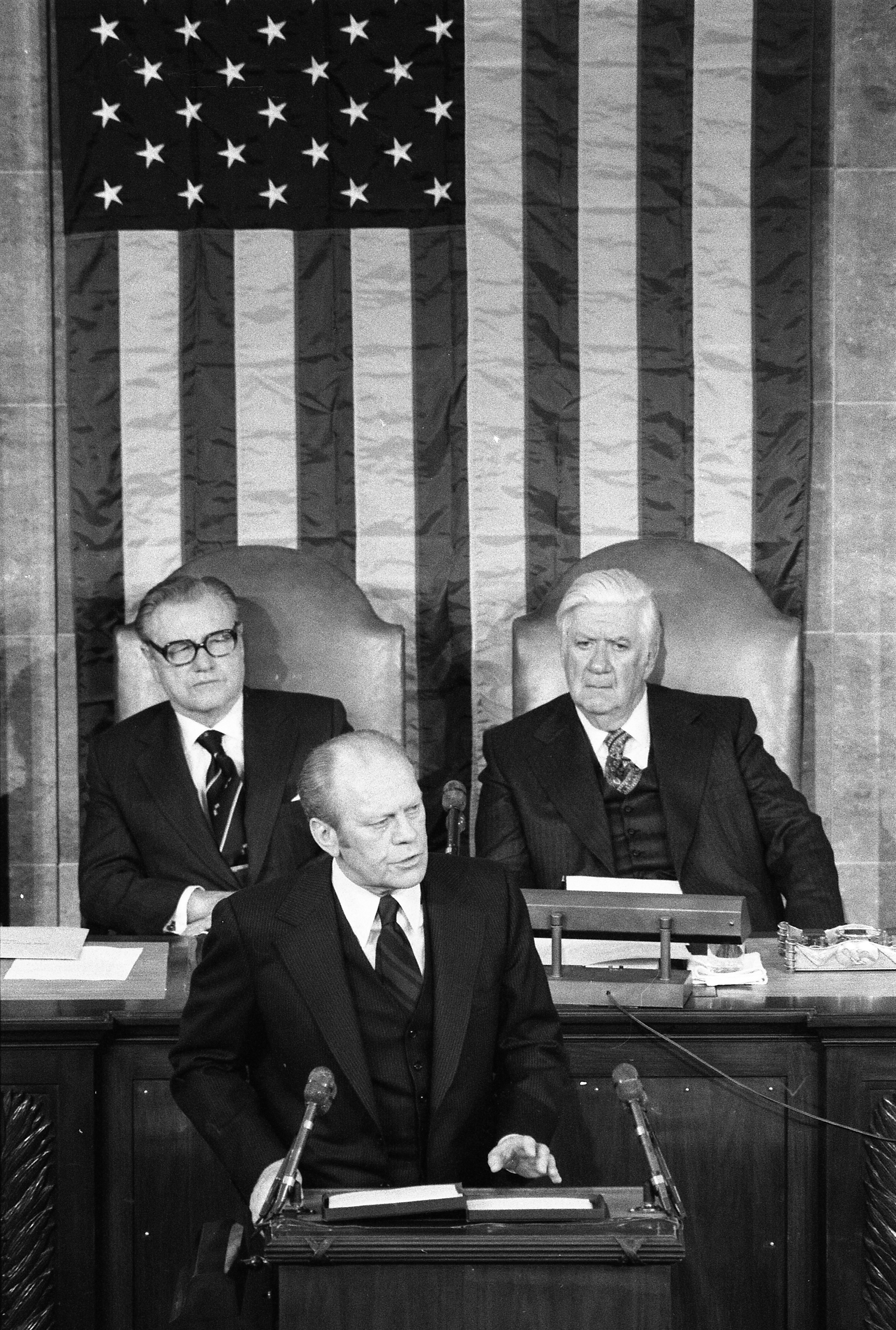
O'Neill (seduto sullo scranno a destra), Speaker della Camera dei Rappresentanti, assiste al Discorso Sullo Stato dell'Unione 1977 del Presidente Gerald Ford insieme al Vicepresidente Nelson Rockefeller.

#### Amministrazione Carter (1977-1981)
O'Neill da Speaker ha dovuto fronteggiare diverse problematiche legate agli accordi con l'Amministrazione Carter (1977-1981), soprattutto riguardo a proposte di legge sull'assistenza sanitaria pubblica e sull'energia: Il Presidente degli Stati Uniti d'America Jimmy Carter ha infatti minacciato i membri della Camera di porre il veto ad una proposta di legge sui progetti idrici, fortemente voluta dai membri democratici progressisti.
O'Neill ha inoltre dissentito sulle svariate nomine di Jimmy Carter verso membri del personale presidenziale provenienti dalla Georgia, giudicati da O'Neill come campanilistici e divisivi: O'Neill ha avuto diversi divari di opinione con Carter legati al modus operandi sulla legislazione. Le numerose divergenze tra O'Neill e Carter non hanno permesso ai democratici di far approvare leggi al Congresso, sicché i democratici hanno perso le elezioni presidenziali del 1980.

#### Amministrazione Reagan (1981-1987)
Dopo la vittoria di Ronald Reagan alle presidenziali, O'Neill si è configurato come uno strenuo oppositore rispetto alle politiche reaganiane, come ad esempio le Reaganomics, e ha rappresentato la contrapposizione con il Senato, controllato dal Partito Repubblicano. O'Neill ha diverse volte definito Reagan con termini molto duri, riferendosi a lui come "l'uomo più ignorante che abbia mai occupato la Casa Bianca", oppure come " Un Herbert Hoover con un sorriso". Nonostante le contrapposizioni politiche, il rapporto personale tra il Presidente Reagan e O'Neill è sempre stato rispettoso e talvolta ilare, con entrambi che si scambiavano battute alla luce delle diverse visioni del Paese.
Tuttavia, O'Neill ha autorizzato la Dottrina Reagan nell'ambito del Conflitto in Afghanistan.

O'Neill con Nancy Pelosi, sua collega di partito e futura omologa, nel 1986.

Nelle elezioni del 1986, O'Neill non si ricandida alla Camera dei Rappresentanti e si ritira dalla politica attiva, e lo sostituisce come Speaker della Camera dei Rappresentanti il collega Jim Wright, mentre come rappresentante viene sostituito da Joseph P. Kennedy II.

## Carriera successiva
Dopo l'esperienza alla Camera dei Rappresentanti degli Stati Uniti d'America, O'Neill ha nel 1987 pubblicato la sua autobiografia, Man of the House e ha recitato in numerosi spot pubblicitari.
Ha inoltre girato un cameo nella serie tv Cin cin (Cheers) nell'episodio 1x18.
Nel 1991, O'Neill ha ricevuto la Medaglia presidenziale della libertà dal Presidente degli Stati Uniti d'America George H. W. Bush.

## Vita privata e morte
O'Neill si è sposato con Mildred "Millie" Anne Miller (1914-2003) e ha avuto 5 figli dal matrimonio. Il figlio maggiore, Thomas Phillip O'Neill III, ha servito come Vicegovernatore del Massachusetts dal 1975 al 1983 sotto Michael Dukakis ed Edward J. King.
O'Neill è deceduto il 5 gennaio 1994 a Boston per arresto cardiaco e al funerale il Presidente degli Stati Uniti d'America Bill Clinton gli rese omaggio con parole di riconoscimento: "Tip O'Neill era il più importante della nazione, campione potente e leale dei lavoratori... Amava la politica e il governo perché vedeva che la politica e il governo potevano fare la differenza nella vita delle persone. E amava le persone più di ogni altra cosa."